# Amphilimna nike
Amphilimna nike is een slangster uit de familie Amphiuridae.
De wetenschappelijke naam van de soort werd in 1967 gepubliceerd door A. Schoener.